# Cyril Baille
Cyril Baille (* 15. September 1993 in Pau, Département Pyrénées-Atlantiques) ist ein französischer Rugby-Union-Spieler. Er spielt auf der Position des Pfeilers für den Verein Stade Toulousain und die französische Nationalmannschaft. Zu seinen Erfolgen gehören drei Meistertitel und ein Europapokalsieg mit Stade Toulousain sowie ein Turniersieg mit Frankreich bei den Six Nations (mit einem Grand Slam).

## Biografie

### Vereinskarriere
Baille war in seiner Kindheit zunächst an Fußball interessiert. Da jedoch ein großer Teil seiner Verwandtschaft Rugby spielte, folgte er ihrem Beispiel und trat als Elfjähriger der Juniorenabteilung des Vereins CA Lannemezan bei. 2008 nahm er erfolgreich an Sichtungen des Erstligisten Stade Toulousain teil, doch seine Eltern bestanden darauf, dass er zuerst seine Ausbildung als Zimmerer abschloss. Ein Jahr später bot sich ihm erneut die Gelegenheit, bei Stade Toulousain zu unterschreiben, was er dann auch tat. 2010 wurde er mit seinem Verein französischer Juniorenmeister. Sein Debüt in der Profiliga Top 14 gab Baille am 29. Oktober 2012 bei der 24:28-Niederlage gegen Stade Français, als er zehn Minuten vor Spielende eingewechselt wurde. Allmählich erhielt er mehr und mehr Spielzeit. Seinen ersten Versuch erzielte er am 30. Mai 2015 beim 20:19-Sieg über die US Oyonnax, der die Qualifikation für das Halbfinale der Meisterschaft sicherte. Während der Saison 2015/16 stieg er zur unangefochtenen Nummer zwei in der Hierarchie der linken Außenverteidiger auf, hinter dem südafrikanischen Nationalspieler Gurthrö Steenkamp.
Baille stieg zum Stammspieler auf, doch ein Riss in der Patellasehne, den er im April 2017 erlitt, setzte ihn acht Monate lang außer Gefecht und bremste seinen Aufstieg. Nach seinem Comeback Ende Dezember eroberte er bald seinen Stammplatz zurück. Er wurde im August 2018 wegen einer Verletzung an den Sitzbeinhöckern erneut operiert und fiel weitere vier Monate aus. Relativ rasch erlangte Baille wieder seine Bestform und führte Stade Toulousain während der Saison 2018/19 ins Meisterschaftsfinale. Er stand im Finale gegen die ASM Clermont Auvergne in der Startformation und wurde in der zweiten Halbzeit ausgewechselt; der 24:18-Sieg war gleichbedeutend mit dem ersten großen Titel seiner Karriere.
Die Saison 2020/21 begann Baille als unumstrittener Stammspieler auf seiner Position. Im European Rugby Champions Cup 2020/21 stieß er mit seiner Mannschaft bis ins Finale vor. Gegen Stade Rochelais stand er 70 Minuten auf dem Platz und war mit seiner überragenden Leistung maßgeblich am 22:17-Sieg beteiligt, der Stade Toulousain den fünften Titel in diesem Wettbewerb bescherte. Einen Monat später erreichte Stade Toulousain auch das Meisterschaftsfinale. Beim 18:8-Sieg über Stade Rochelais wurde Baille nach einer Stunde ausgewechselt. Viele Beobachter stuften ihn als einen der besten linken Pfeiler der Welt ein, darunter Nationaltrainer Fabien Galthié.

### Nationalmannschaft
2013 gehörte Baille der U20-Nationalmannschaft an und nahm mit ihr unter anderem an der Juniorenweltmeisterschaft teil. Sein erstes Test Match für die französische Nationalmannschaft bestritt er am 12. November 2016 beim 52:8-Sieg über Samoa, als er in der 35. Minute für Jefferson Poirot eingewechselt wurde. Seine erste Six-Nations-Partie bestritt er am 4. Februar 2017 bei der 16:19-Auswärtsniederlage gegen England. Auch in den vier übrigen Spielen des Six Nations 2017 gehörte er der Startformation an. Nachdem er die Six Nations 2018 verletzungshalber verpasst hatte, bestritt er im Sommer desselben Jahres alle drei Test Matches gegen Neuseeland. Nationaltrainer Jacques Brunel nominierte Baille zwar nicht für das Six Nations 2019, berücksichtigte ihn aber für die Weltmeisterschaft 2019. Dort nahm er an den Gruppenspielen gegen Argentinien, die Vereinigten Staaten und Tonga sowie am Viertelfinale gegen Wales teil.
Beim Six Nations 2020 gehörte Baille gegen England, Italien und Wales der Startformation an, kugelte sich aber im Wales-Spiel die Schulter aus und musste das Turnier vorzeitig beenden. Trotz dieses Missgeschicks hielt ihn Nationaltrainer Fabien Galthié für den besten linken Pfeiler der Welt. Er lobte ihn für seine Stärke im Gedränge, aber auch für seine Geschicklichkeit mit dem Ball in der Hand. Beim Six Nations 2021, das die Franzosen auf dem zweiten Platz beendeten, gehörte Baille wiederum in allen fünf Spielen der Startformation an. Während der Herbsttour 2021, als die Franzosen Argentinien, Georgien und Neuseeland bezwangen, zeigte er gemäß Stürmertrainer William Servat eine „außergewöhnliche Leistung“. Frankreich entschied das Six Nations 2022 mit einem Grand Slam. Baille spielte in allen Partien von Beginn an und steuerte gegen den zweiten Mitfavoriten Irland einen Versuch zum vorentscheidenden 30:24-Heimsieg bei.

## Erfolge
Stade Toulousain:
- Französischer Meister: 2019, 2021, 2023
- Sieger European Rugby Champions Cup: 2021

Frankreich:
- Sieger Six Nations: 2022
- Grand Slam: 2022